# 主宾礼仪 (希臘哲學)

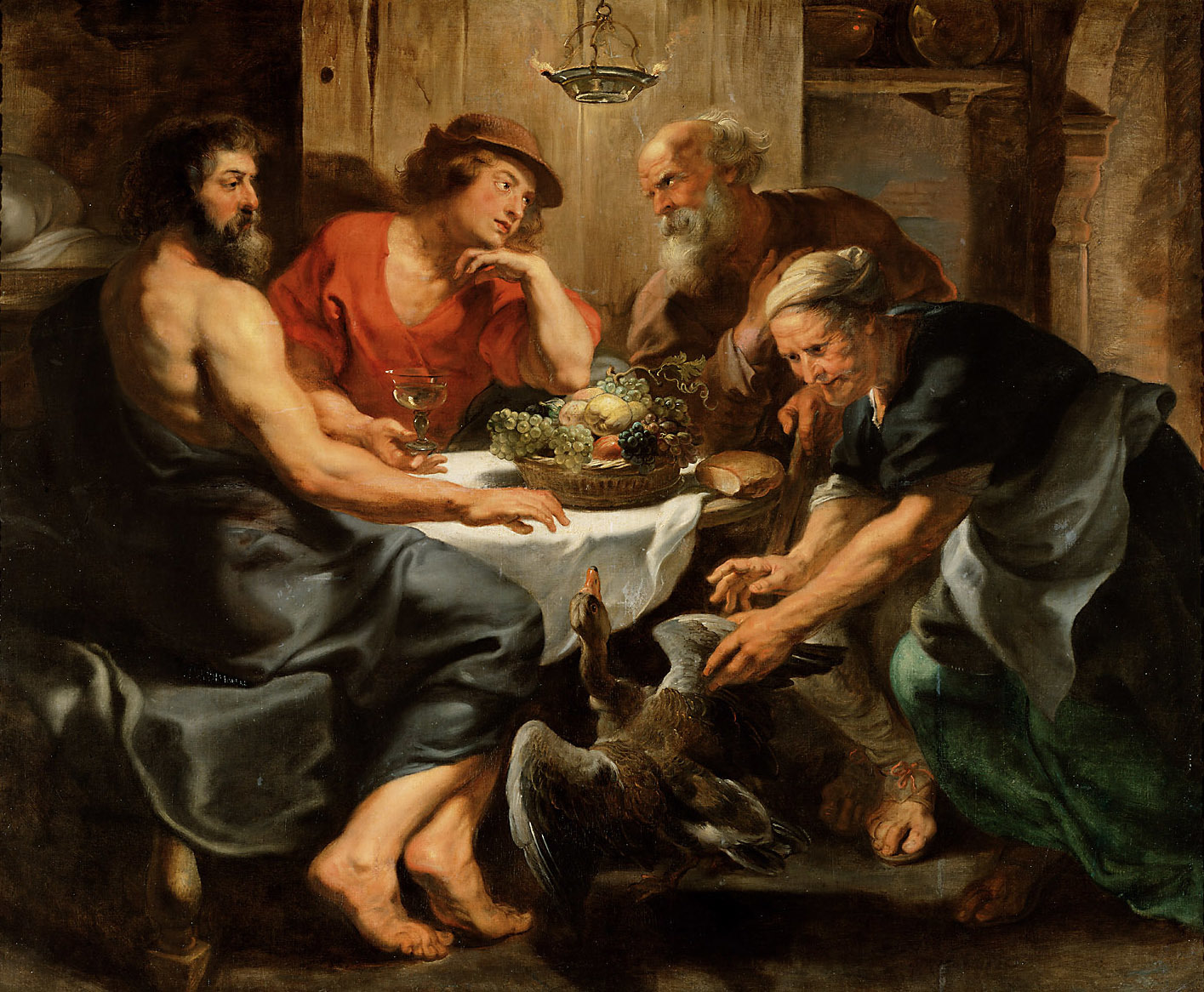
宙斯和赫耳墨斯测试了一个村庄的好客习惯，只有鲍西丝和费莱蒙因为好客得到了奖励，而他们的邻居则受到了惩罚。

主宾礼仪（Xenia)（希臘語：  ξενία) 是古希腊的好客概念。它一般被翻译为“宾客友谊”或“仪式化的友谊”。这是一种植根于慷慨、礼物交换和互惠的制度化关系。 从历史上看，对外国人和客人（不是来自你的城邦的希腊人）的款待被理解为一种道德义务。对陌生人的这种礼仪是崇敬陌生人的保护神的宙斯(Xenios)和雅典娜(Xenia )的一种体现。 
主宾礼仪包括在物质利益（如礼物、保护、住所）和非物质利益（如恩惠、某些规范性权利）中主人和宾客之间的一系列的互惠关系。这个词源自希腊语“陌生人”(xenos)的变形。
希腊神宙斯是陌生人(旅人)的保护者。他代表了对外邦人和客人好客的道德义务。 神伪装的陌生人(theoxenia) 是希腊神话中经常出现的一种故事母题，故事中人类会好客地接待一个谦逊的陌生人(xenos)体现他们的美德或虔诚，这个陌生人往往是一个伪装的神(theos) ，在故事的结尾给予凡人奖赏。这些故事提醒凡人，任何客人都可能是伪装中的神灵，所以主宾礼仪的观念逐渐变成了希腊的基本习俗。  

## 概述
希腊的主宾礼仪 包含两个基本规则：
1. 主人对客人的尊重。主人必须热情好客，为客人提供沐浴、食物、饮料、礼物，并安全护送他们到下一个目的地。在客人吃完食物之前问客人问题，甚至问他们是谁都是不礼貌的。
2. 客人对主人的尊重。客人必须对主人有礼貌。客人不能是对主人的威胁和拖累。客人需要讲述来自外界的故事和新闻。最重要的是，如果主人以后去拜访客人的家，客人就应该给予回报。 [5]

## 在伊利亚特中的体现
- 荷马的伊利亚特中, 特洛伊战争是由于对主宾礼仪的侵犯而导致的。帕里斯来自特洛伊的普里阿摩斯家族，是迈锡尼斯巴达国王墨涅拉俄斯的客人，但他绑架了主人的妻子海伦，严重违反了主宾礼仪的第二条。因此，宙斯要求希臘人报复这一亵渎行为, 因为对主宾礼仪的侵犯，就是对宙斯权威的侮辱。
- 狄俄墨得斯和格劳科斯在无人区相遇。然而，狄俄墨得斯不想与另一个神的后裔战斗，所以他问了格劳科斯家世.狄俄墨得斯发现到他们的父亲互相执行过主宾礼仪，他们有“宾客友谊”。因此，他们决定不打架，而是通过交换盔甲来延续世袭的宾客礼仪。 [6]
- 赫克托耳想与大埃阿斯交换礼物，这样人们就会记住他们放下仇恨并成为朋友。 [7]虽然这不是主宾礼仪的典型例子，但它说明了希腊文化中友谊的力量。
- 第 9 卷：阿喀琉斯邀请奥德修斯到他的家中，并要求帕特洛克罗斯为他们酿造最烈的酒。帕特罗克罗斯还带来了肉和酒。在奥德修斯将阿伽门农的提议交给阿喀琉斯之前，他们边吃边聊天。 [8]
- 第 18 卷：赫菲斯托斯在家中招待忒提斯。为了让忒提斯感到舒适，赫菲斯托斯给他找了些消遣的乐子。  [9]
- 第 24 卷：在伊利亚特的最后一卷中，普里阿摩斯恳求阿喀琉斯，试图让他的儿子赫克托回来。阿喀琉斯没有把他当作敌人赶出去，而是遵守了主宾礼仪的规则，允许他留下来。

## 在奥德赛中的体现
主宾礼仪是荷马史诗《奥德赛》中的一个重要主题。
- 史诗中的几乎每个家庭都和主宾礼仪一起出场：
  - 奥德修斯的房子里住着追求者，他们违反了主宾礼仪, 变成了主人家的负担。
  - 当忒勒玛科斯访问Menelaus 和涅斯托尔 (神话)的家时。他们都端来了很多食物和提供了帮助。
  - 史诗中许多其他家庭也实行了主宾礼仪, 包括喀耳刻 、卡吕普索和Phaeacians的家庭。

- 费埃克斯人，尤其是娜乌西卡，以完美无瑕地对奥德修斯执行了主宾礼仪而闻名，因为公主和她的女仆提议为奥德修斯沐浴，然后将他带到宫殿供养和娱乐。在与费埃克斯人分享他的故事后，他们同意将奥德修斯带到他的家乡。在被挑战后, 奥德修斯还说明了主宾礼仪的另外一条准则, “你不应该在比赛中打败你的主人，因为这很粗鲁并且会破坏你们之间的关系”。 [10]

- 忒勒玛科斯在第一卷中向伪装的雅典娜执行了主宾礼仪，他亲切地欢迎她到他自己的家中并提供食物。他甚至把她的椅子从粗鲁的求婚者身边挪开。

- 欧墨鲁斯向伪装中的奥德修斯 提供了帮助，他说陌生人受到宙斯的保护。当其中一个求婚者克特西普斯嘲笑伪装中的奥德修斯 并向他投掷牛蹄作为“礼物”时，他违反了主宾礼仪，尽管奥德修斯躲开了。忒勒玛科斯 说如果克特西普斯打中了客人，他会用他的长矛刺穿他。 [11]其他求婚者很担心，说如果陌生人是伪装的神，克特西普斯就“完蛋了”。不仅如此，每当荷马描述“主宾礼仪”的细节时，他每次都使用相同的描述：例如，女仆往金杯中倒酒等等。
- 当荷马描述求婚者时就会出现的主宾礼仪的反面例子。他们一直吃佩内洛普和忒勒马科斯提供的食物。他们不仅对彼此粗鲁，而且对忒勒马科斯的客人，例如伪装中的雅典娜和奥德修斯也很粗鲁, 也拒绝提供给他们食物。
- 另一个很好的反面例子是独眼巨人波吕斐摩斯。独眼巨人打破礼仪，一见到奥德修斯就问他从哪里来，叫什么名字。然后，独眼巨人不仅不给奥德修斯的船员提供任何食物，他吃了他们，然后不让他们离开。
- 美丽的女神卡吕普索曾想将奥德修斯作为她的丈夫留在她的洞穴中，但他拒绝了。喀耳刻也未能将奥德修斯作为她的伴侣留在她的大厅里。尽管这两个女人都有美好的家园和美好的事物可以提供给他，但奥德修斯却无法接受她们的热情好客。相反，他离开每个人的目标都是回到伊萨卡岛并夺回他的家人和家园。所以有时这种招待是不需要的[12]或者是不情愿的。

## 其他例子
- 柏勒洛丰受到主宾礼仪的保护，尽管他被诬告强奸了他拜访的主人家的妻子。
- 伊克西翁，在希腊神话中主宾礼仪的公然违反者。